# Додатко, Алексей Игоревич
Алексей Игоревич Додатко (15 августа 1975, Константиновск, Ростовская область) — российский государственный и политический деятель, председатель Законодательного собрания Красноярского края с 12 октября 2021 года.

## Биография
Родился на Дону в семье горняка, почти все родственники — казаки. В конце 70-х годов отец Додатко получил работу в Норильске и перевёз туда всю семью. При этом каждое лето Алексей ездил к родственникам на юг и в детстве даже не мог определить, где находится его дом.
После окончания школы переехал в Красноярск. Трудовую деятельность начал в 18 лет, став заместителем руководителя НОУ «Красноярская интенсивная школа», а затем — НОУ «Гуманитарно-правовой лицей».
В 1997 году окончил юридический факультет Красноярского государственного университета. После окончания университета до 2001 года был преподавателем кафедры теории и методики социальной работы социально-правового факультета КрасГУ.
В 2001—2002 годах занимал должность начальника отдела по специальным проектам в области местного самоуправления администрации Красноярского края. Затем до 2004 года занимал должность начальника информационно-аналитического отдела управления по государственному строительству и местному самоуправлению Совета администрации Красноярского края.
С 2004 года — член партии «Единая Россия». С 2004 по 2007 год был заместителем руководителя — начальником отдела агитационно-пропагандистской работы исполкома красноярского регионального отделения партии. В 2007 году стал руководителем исполнительного комитета красноярского регионального партийного отделения. В 2016—2023 годах был секретарем Красноярского регионального отделения партии «Единая Россия».
С марта 2008 года по сентябрь 2013 года — заместитель председателя Красноярского городского Совета депутатов.
В октябре 2014 года был назначен руководителем агентства печати и массовых коммуникаций Красноярского края.
В сентябре 2021 года был избран депутатом Законодательного собрания Красноярского края, а 12 октября стал его председателем, сменив на посту Дмитрия Свиридова.

## Общественная и политическая деятельность
В качестве члена «Единой России» принимал участие в организации политических кампаний различного уровня, к числу которых можно отнести референдум об объединении Красноярского края, Таймырского и Эвенкийского автономных округов, выборы президента России в 2004 и 2008 годах, выборы губернатора Красноярского края.

## Научная деятельность
Является автором научных работ в области социальной защиты и профилактики правонарушений.

## Личная жизнь
Женат, двое сыновей. Увлекается мотоциклами и домашним хозяйством.